# IROC XXV
La 25e édition de l'International Race of Champions, disputée en 2001, a été remportée par l'Américain Bobby Labonte. Tous les pilotes  conduisaient des Pontiac Trans Am.

## Courses de l'IROC XXV
| Date            | Lieu         | Vainqueur     | Nationalité | Championnat d'origine |
| 16 février 2001 | Daytona      | Dale Jarrett  | États-Unis  | Winston Cup (NASCAR)  |
| 21 avril 2001   | Talladega    | Bobby Labonte | États-Unis  | Winston Cup (NASCAR)  |
| 9 juin 2001     | Michigan     | Tony Stewart  | États-Unis  | Winston Cup (NASCAR)  |
| 4 août 2001     | Indianapolis | Bobby Labonte | États-Unis  | Winston Cup (NASCAR)  |

## Classement des pilotes
| Classement | Pilote         | Pays       | Championnat           | Points |
| ---------- | -------------- | ---------- | --------------------- | ------ |
| 1er        | Bobby Labonte  | États-Unis | Winston Cup (NASCAR)  | 68     |
| 2e         | Tony Stewart   | États-Unis | Winston Cup (NASCAR)  | 58     |
| 3e         | Kenny Bräck    | Suède      | CART                  | 57     |
| 4e         | Eddie Cheever  | États-Unis | Indy Racing League    | 47     |
| 5e         | Dale Jarrett   | États-Unis | Winston Cup (NASCAR)  | 47     |
| 6e         | Ricky Rudd     | États-Unis | Winston Cup (NASCAR)  | 45     |
| 7e         | Scott Goodyear | Canada     | Indy Racing League    | 42     |
| 8e         | Jeff Burton    | États-Unis | Winston Cup (NASCAR)  | 32     |
| 9e         | Buddy Lazier   | États-Unis | Indy Racing League    | 31     |
| 10e        | Jeff Green     | États-Unis | Busch Series (NASCAR) | 28     |
| 11e        | Mark Dismore   | États-Unis | Indy Racing League    | 23     |

Note: Dale Earnhardt, qui n'a participé qu'à la première manche de la saison à Daytona avant de se tuer deux jours plus tard sur ce même circuit à l'occasion du Daytona 500, ne figure pas au classement du championnat. Il n'a pas été remplacé pour les manches suivantes. 